# Алинур Акташ
Алинур Акташ (на турски: Alinur Aktaş) е турски политик от Партията на справедливостта и развитието. От 2017 г. е кмет на Бурса.

## Биография
Алинур Акташ е роден през 1970 г. в град Инегьол, вилает Бурса.
Работи в частна мебелна фирма до 2004 г., когато се записва в Партията на справедливостта и развитието.
На проведените през 2019 г. местни избори в Турция е кандидат от Партията на справедливостта и развитието за кмет на Бурса, печели 49,62 % от гласувалите.